# آندریا لیمپر
آندریا لیمپر (انگلیسی: Andrea Limper؛ زادهٔ ۱ مهٔ ۱۹۶۶) بازیکن فوتبال اهل آلمان است.

وی همچنین در تیم ملی فوتبال زنان آلمان بازی کرده‌است.